# Mihăileni (gmina Șimonești)
Mihăileni (węg. Székelyszentmihály) – wieś w Rumunii, w okręgu Harghita, w gminie Șimonești. W 2011 roku liczyła 420 mieszkańców.